# 1912 en Saskatchewan
Chronologie de la Saskatchewan
- 1908
- 1909
- 1910
- 1911
- 1912
- 1913
- 1914
- 1915
- 1916

Cette page concerne des événements d'actualité qui se sont produits durant l'année 1912 dans la province canadienne de la Saskatchewan.

## Politique
- Premier ministre : Thomas Walter Scott
- Chef de l'Opposition :
- Lieutenant-gouverneur : George William Brown
- Législature :

## Événements

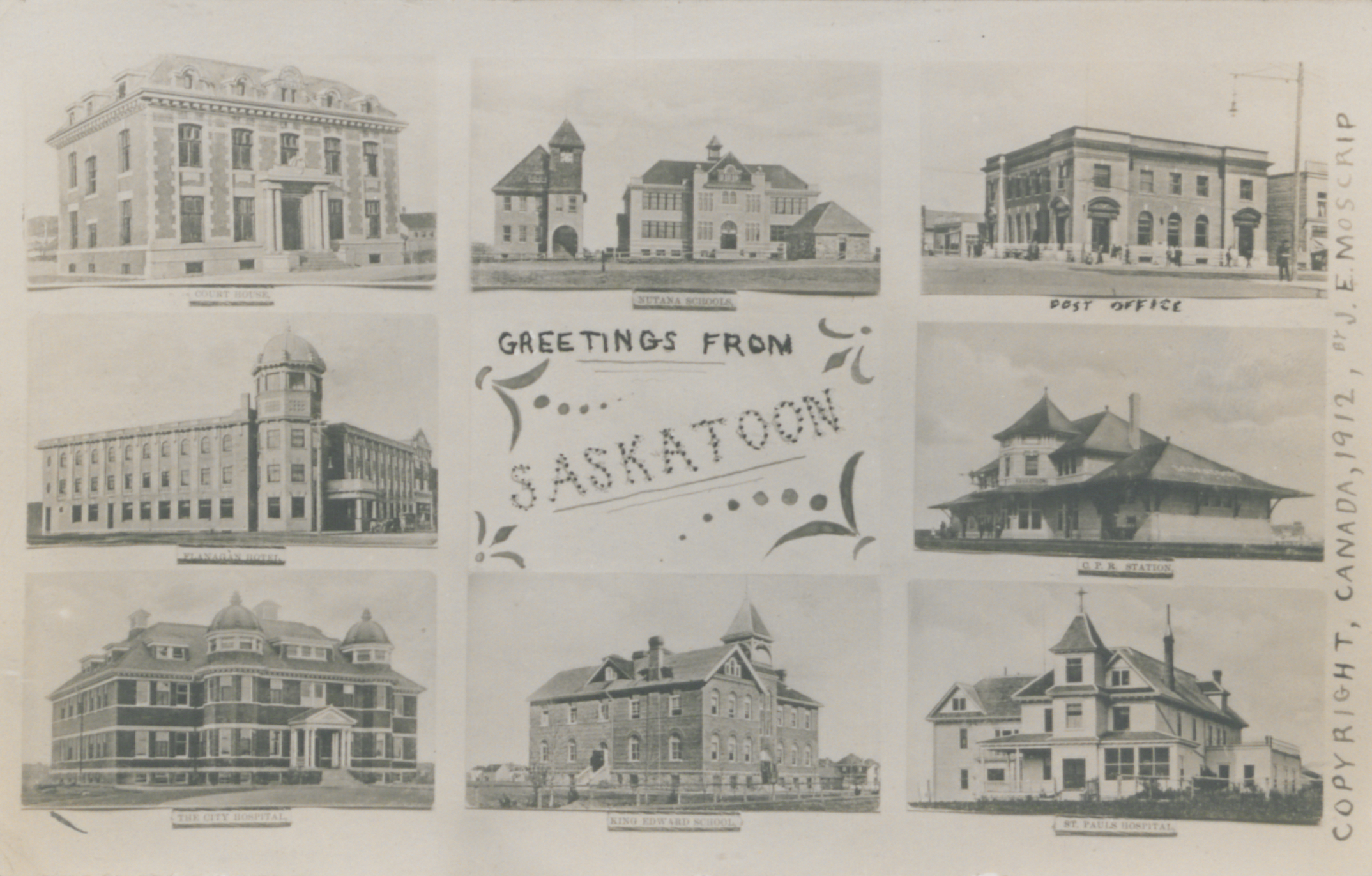
Souhaits de Saskatoon

- 11 juillet : élection générale saskatchewanaise de 1912. Le libéral Thomas Walter Scott est réélu.

## Naissances

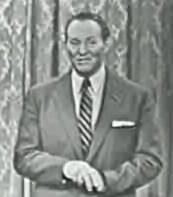
Art Linkletter

- 22 mars : Agnès Martin (née à  Macklin - décédée le 16 décembre 2004) est une peintre canado-américaine, souvent considérée comme minimaliste, bien qu'elle se considère elle-même comme expressionniste abstraite.

- 17 juillet : Art Linkletter est un acteur et producteur canadien né à Moose Jaw et mort le 26 mai 2010[1].